# Championnat DTM 2005
Navigation
Édition précédente Édition suivante
Le championnat DTM 2005 s'est déroulé du 17 avril au 23 octobre 2005, sur un total de 11 courses, et a été remporté par le pilote britannique Gary Paffett, au volant d'une Mercedes.
Trois marques étaient engagées:
- Mercedes avec la Mercedes Classe C (modèles 2004 et 2005)
- Audi avec l'Audi A4 (modèles 2004 et 2005)
- Opel avec l'Opel Vectra GTS V8 (modèle 2005)

## Engagés
| Constructeur  | Modèle                         | Écurie                     | No. | Pilotes               | Courses |
| ------------- | ------------------------------ | -------------------------- | --- | --------------------- | ------- |
| Audi          | Audi Sport Team Abt Sportsline | Audi A4 DTM 2005           | 1   | Mattias Ekström       | Toutes  |
| Audi          | Audi Sport Team Abt Sportsline | Audi A4 DTM 2005           | 2   | Martin Tomczyk        | Toutes  |
| Audi          | Audi Sport Team Abt Sportsline | Audi A4 DTM 2005           | 5   | Tom Kristensen        | Toutes  |
| Audi          | Audi Sport Team Abt Sportsline | Audi A4 DTM 2005           | 6   | Allan McNish          | Toutes  |
| Audi          | Audi Sport Team Joest          | Audi A4 DTM 2004           | 14  | Christian Abt         | Toutes  |
| Audi          | Audi Sport Team Joest          | Audi A4 DTM 2004           | 15  | Pierre Kaffer         | Toutes  |
| Audi          | Audi Sport Team Joest          | Audi A4 DTM 2004           | 18  | Rinaldo Capello       | Toutes  |
| Audi          | Audi Sport Team Joest          | Audi A4 DTM 2004           | 19  | Frank Stippler        | Toutes  |
| Mercedes-Benz | HWA Team                       | AMG-Mercedes C-Klasse 2005 | 3   | Gary Paffett          | Toutes  |
| Mercedes-Benz | HWA Team                       | AMG-Mercedes C-Klasse 2005 | 4   | Jean Alesi            | Toutes  |
| Mercedes-Benz | HWA Team                       | AMG-Mercedes C-Klasse 2005 | 7   | Bernd Schneider       | Toutes  |
| Mercedes-Benz | HWA Team                       | AMG-Mercedes C-Klasse 2005 | 8   | Mika Häkkinen         | Toutes  |
| Mercedes-Benz | Mücke Motorsport               | AMG-Mercedes C-Klasse 2004 | 16  | Stefan Mücke          | Toutes  |
| Mercedes-Benz | Mücke Motorsport               | AMG-Mercedes C-Klasse 2004 | 17  | Alexandros Margaritis | Toutes  |
| Mercedes-Benz | Persson Motorsport             | AMG-Mercedes C-Klasse 2004 | 20  | Bruno Spengler        | Toutes  |
| Mercedes-Benz | Persson Motorsport             | AMG-Mercedes C-Klasse 2004 | 21  | Jamie Green           | Toutes  |
| Opel          | OPC Team Holzer                | Opel Vectra GTS V8 2005    | 9   | Marcel Fässler        | Toutes  |
| Opel          | OPC Team Holzer                | Opel Vectra GTS V8 2005    | 10  | Heinz-Harald Frentzen | Toutes  |
| Opel          | OPC Team Phoenix               | Opel Vectra GTS V8 2005    | 11  | Laurent Aïello        | Toutes  |
| Opel          | OPC Team Phoenix               | Opel Vectra GTS V8 2005    | 12  | Manuel Reuter         | Toutes  |

## Calendrier
| Épreuve | Circuit           | Date         | Pole Position   | Meilleur tour   | Vainqueur pilote | Vainqueur écurie               |
| ------- | ----------------- | ------------ | --------------- | --------------- | ---------------- | ------------------------------ |
| 1       | Hockenheim        | 17 avril     | Mattias Ekström | Jamie Green     | Jean Alesi       | HWA Team                       |
| 2       | Lausitzring       | 1er mai      | Gary Paffett    | Mika Häkkinen   | Gary Paffett     | HWA Team                       |
| 3       | Spa-Francorchamps | 15 mai       | Mika Häkkinen   | Mika Häkkinen   | Mika Häkkinen    | HWA Team                       |
| 4       | Brno              | 5 juin       | Gary Paffett    | Martin Tomczyk  | Mattias Ekström  | Audi Sport Team Abt Sportsline |
| 5       | Oschersleben      | 26 juin      | Tom Kristensen  | Mattias Ekström | Gary Paffett     | HWA Team                       |
| 6       | Norisring         | 17 juillet   | Tom Kristensen  | Gary Paffett    | Gary Paffett     | HWA Team                       |
| 7       | Nürburgring       | 7 août       | Gary Paffett    | Gary Paffett    | Mattias Ekström  | Audi Sport Team Abt Sportsline |
| 8       | Zandvoort         | 28 août      | Bernd Schneider | Gary Paffett    | Gary Paffett     | HWA Team                       |
| 9       | Lausitzring       | 18 septembre | Jamie Green     | Gary Paffett    | Mattias Ekström  | Audi Sport Team Abt Sportsline |
| 10      | Istanbul Park     | 2 octobre    | Gary Paffett    | Mika Häkkinen   | Gary Paffett     | HWA Team                       |
| 11      | Hockenheim        | 23 octobre   | Jamie Green     | Jamie Green     | Bernd Schneider  | HWA Team                       |

## Classement des pilotes
| Position | Pilote                | Voiture (millésime)    | Points |
| 1        | Gary Paffett          | Mercedes Classe C 2005 | 84     |
| 2        | Mattias Ekström       | Audi A4 2005           | 71     |
| 3        | Tom Kristensen        | Audi A4 2005           | 56     |
| 4        | Bernd Schneider       | Mercedes Classe C 2005 | 32     |
| 5        | Mika Häkkinen         | Mercedes Classe C 2005 | 30     |
| 6        | Jamie Green           | Mercedes Classe C 2004 | 29     |
| 7        | Jean Alesi            | Mercedes Classe C 2005 | 22     |
| 8        | Heinz-Harald Frentzen | Opel Vectra GTS 2005   | 17     |
| 9        | Christian Abt         | Audi A4 2004           | 16     |
| 10       | Allan McNish          | Audi A4 2005           | 13     |
| 11       | Marcel Fässler        | Opel Vectra GTS 2005   | 12     |
| =        | Laurent Aiello        | Opel Vectra GTS 2005   | 12     |
| 13       | Martin Tomczyk        | Audi A4 2005           | 10     |
| 14       | Frank Stippler        | Audi A4 2004           | 8      |
| 15       | Pierre Kaffer         | Audi A4 2004           | 5      |
| =        | Bruno Spengler        | Mercedes Classe C 2004 | 5      |
| 17       | Manuel Reuter         | Opel Vectra GTS 2005   | 4      |
| 18       | Stefan Mücke          | Mercedes Classe C 2004 | 3      |